# Grottes de la Forge et environs
Le site Grottes de la Forge et environs est une zone naturelle d'intérêt écologique, faunistique et floristique (ZNIEFF) française des départements de la Dordogne et du Lot, en régions Nouvelle-Aquitaine et Occitanie.

## Situation
À cheval sur le quart sud-est du département de la Dordogne et le quart nord-ouest de celui du Lot, le site « Grottes de la Forge et environs » s'étend sur 169,95 hectares, sur le territoire de trois communes : Salignac-Eyvigues en Dordogne ainsi que Lachapelle-Auzac et Souillac dans le Lot,.
En termes de superficie, cette ZNIEFF est partagée de façon à peu près équivalente sur les communes de Salignac-Eyvigues et Souillac (environ 50 % chacune) ; seule une toute petite zone de moins d'un hectare concerne Lachapelle-Auzac, au nord-ouest du lieu-dit les Malherbes, en bordure de la route départementale 15.
La zone s'étage entre 111 et 230 mètres d'altitude sur les coteaux, en rive droite de la Borrèze.

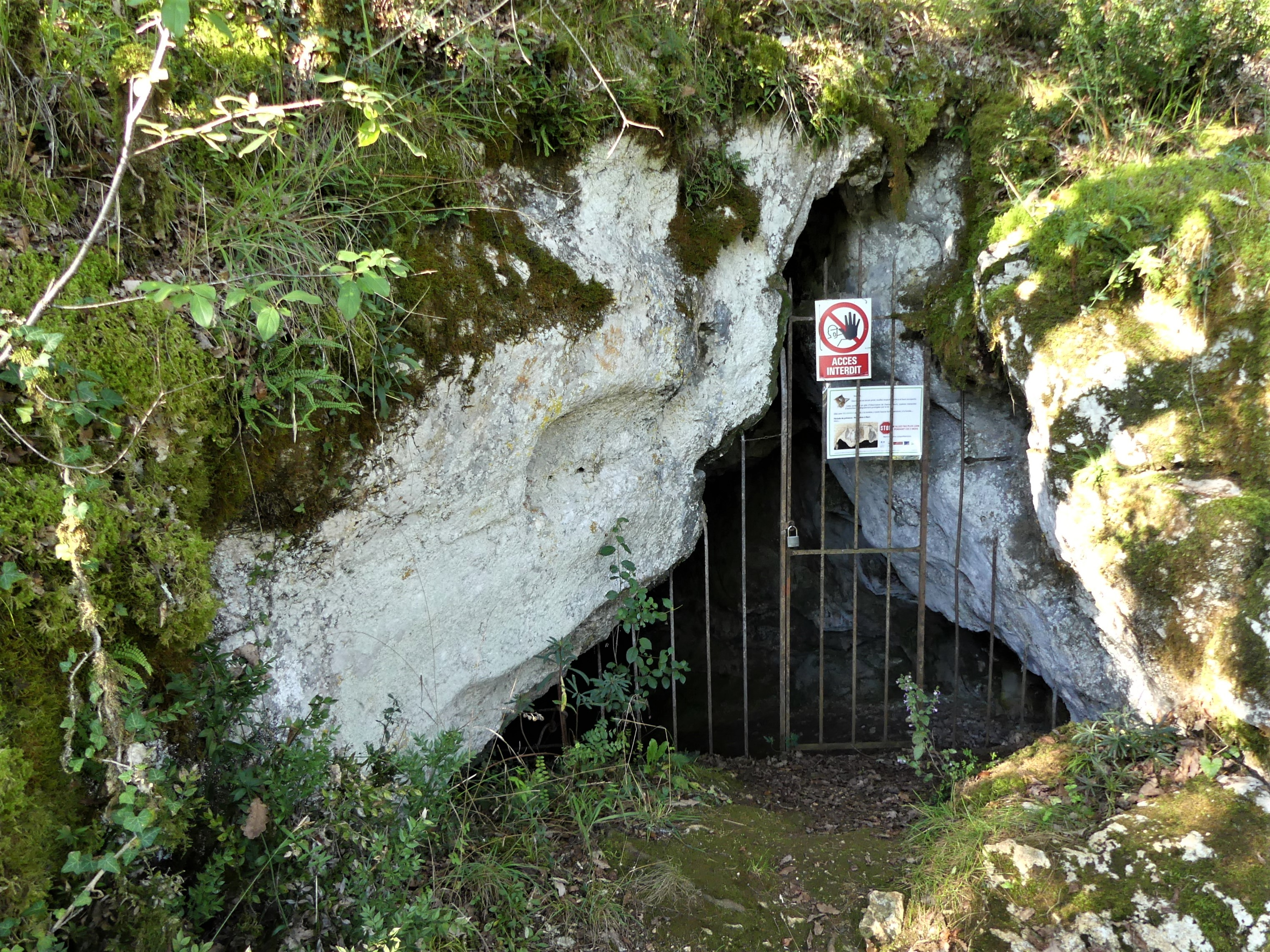
La grotte où hivernent les chauves-souris.
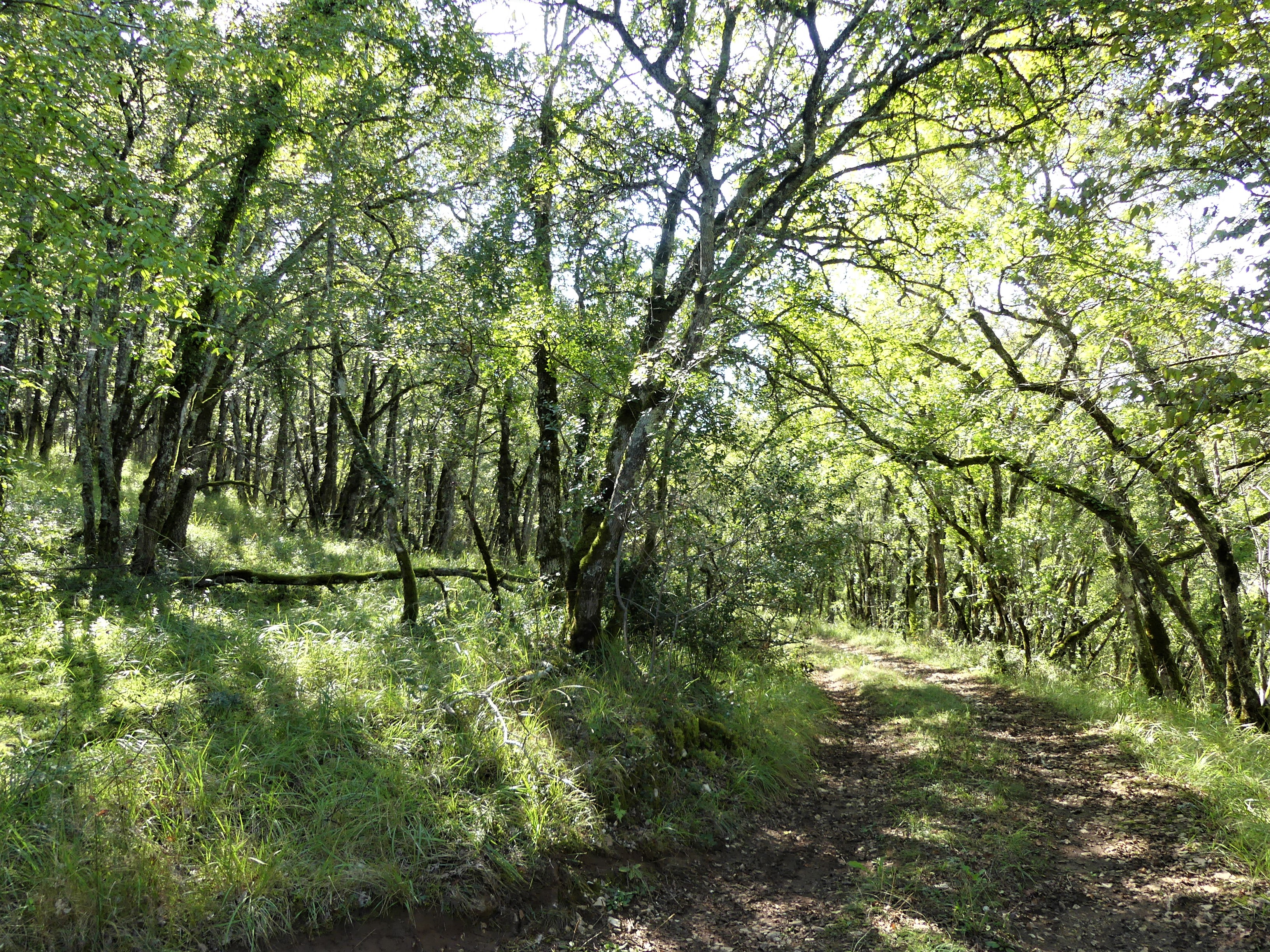
Chemin forestier en limite de Salignac-Eyvigues et Souillac.
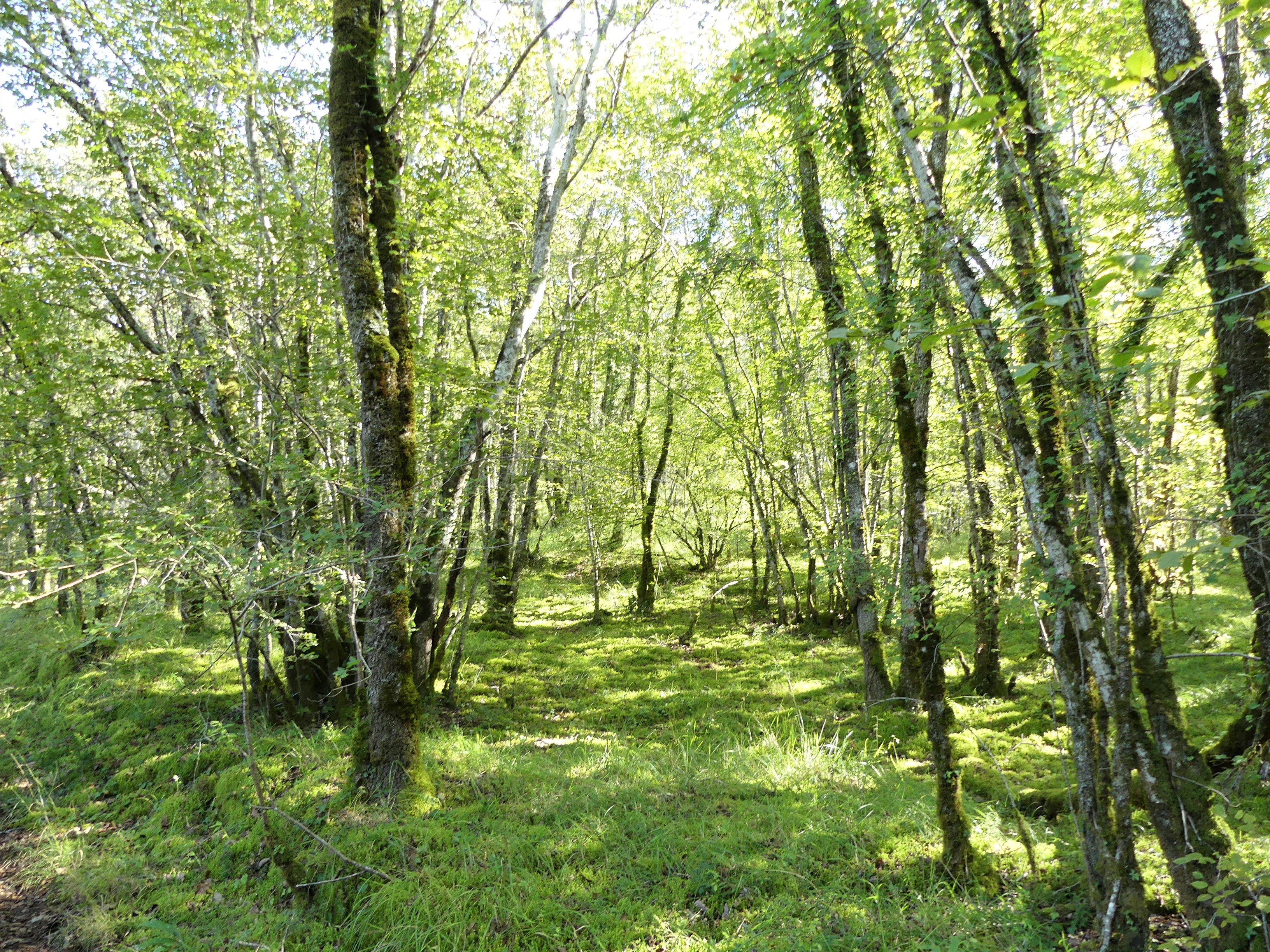
Sous-bois sur Salignac-Eyvigues, en bordure de ce chemin.
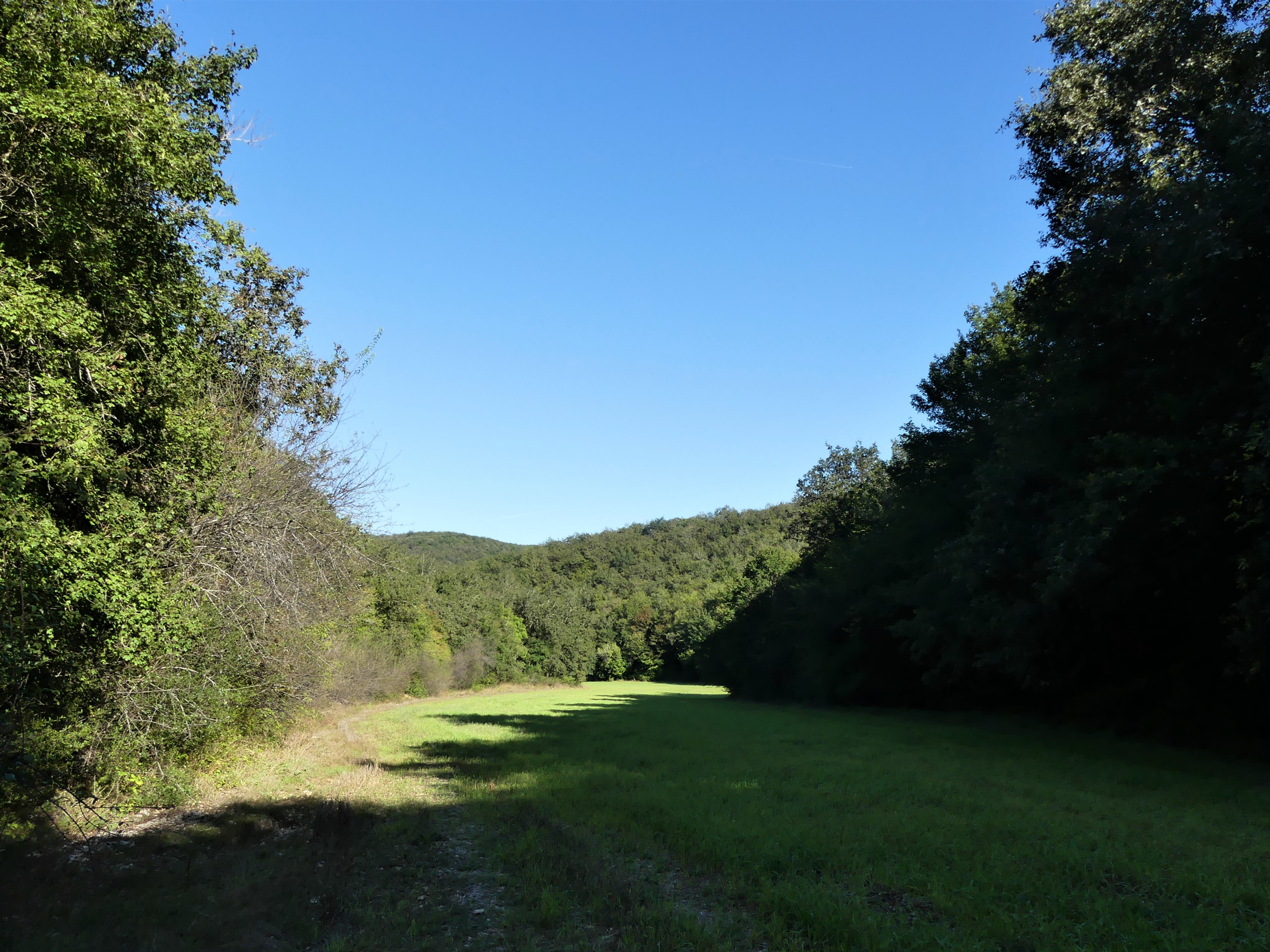
La combe en contrebas des grottes.
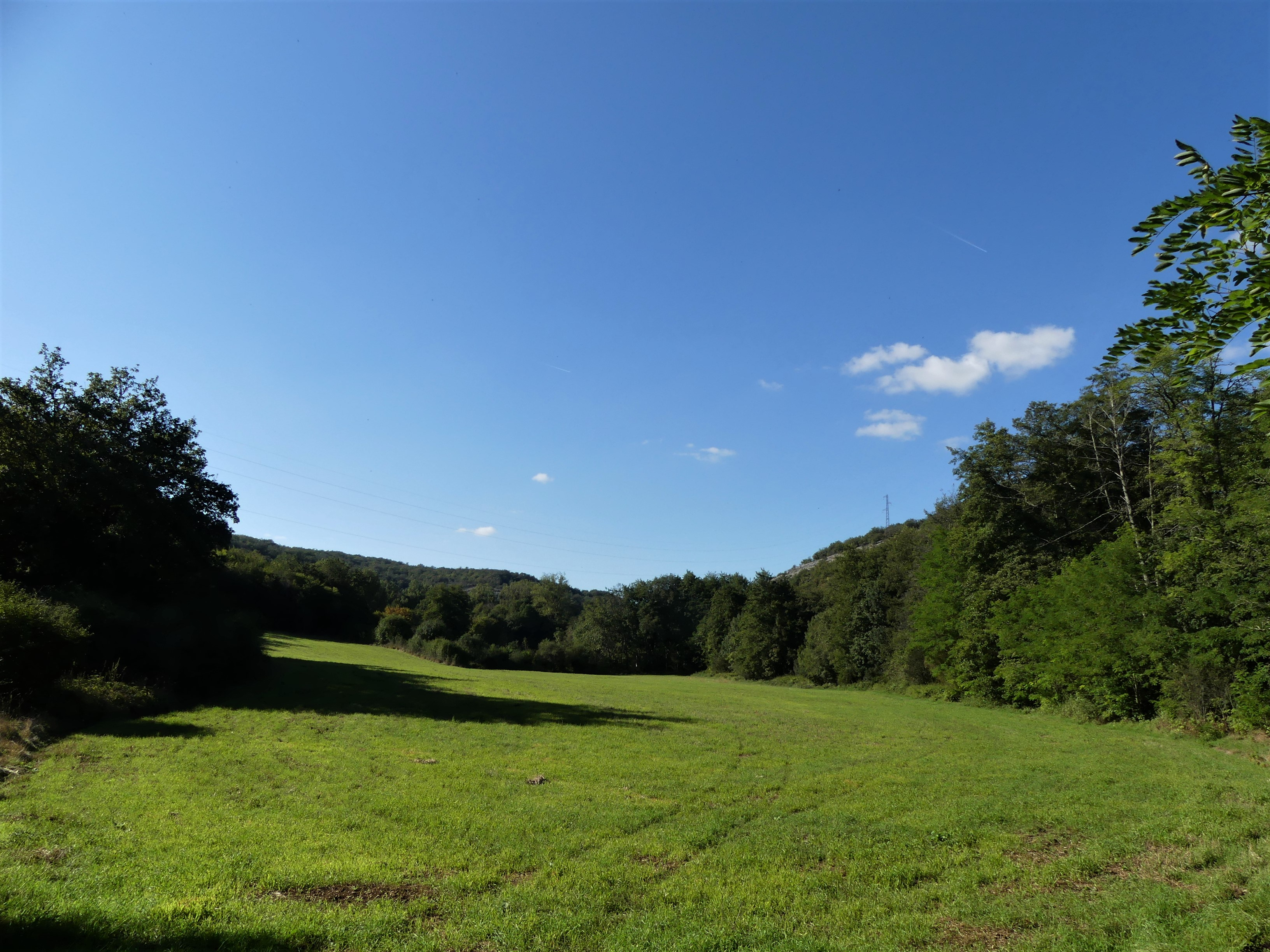
La vallée de la Borrèze en contrebas de la combe.

## Description
Le site « Grottes de la Forge et environs » est une zone naturelle d'intérêt écologique, faunistique et floristique (ZNIEFF) de type I, c'est-à-dire qu'elle est de superficie réduite, avec des espaces homogènes d’un point de vue écologique et qu'elle abrite au moins une espèce et/ou un habitat rares ou menacés, d'intérêt aussi bien local que régional, national ou communautaire.
Elle est composée de coteaux calcaires dans un secteur forestier composé de « chênaies pubescentes et de charmaies calcicoles » où se situent cinq grottes ; son intérêt majeur réside dans la présence de trois espèces déterminantes de mammifères et quatre de plantes phanérogames.
Des recensements partiels y ont été effectués aux niveaux faunistique et floristique.

Le chemin menant aux grottes.
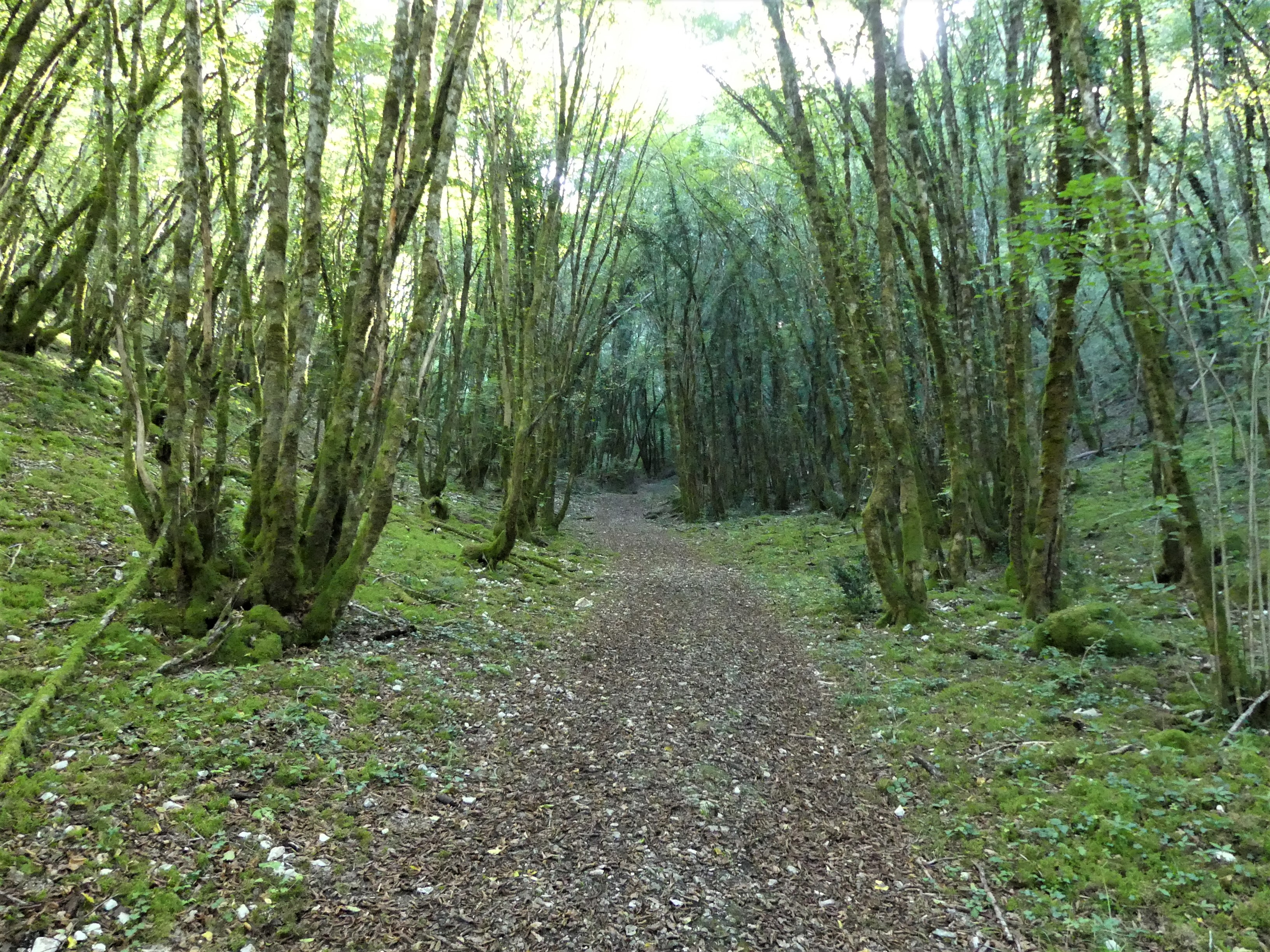
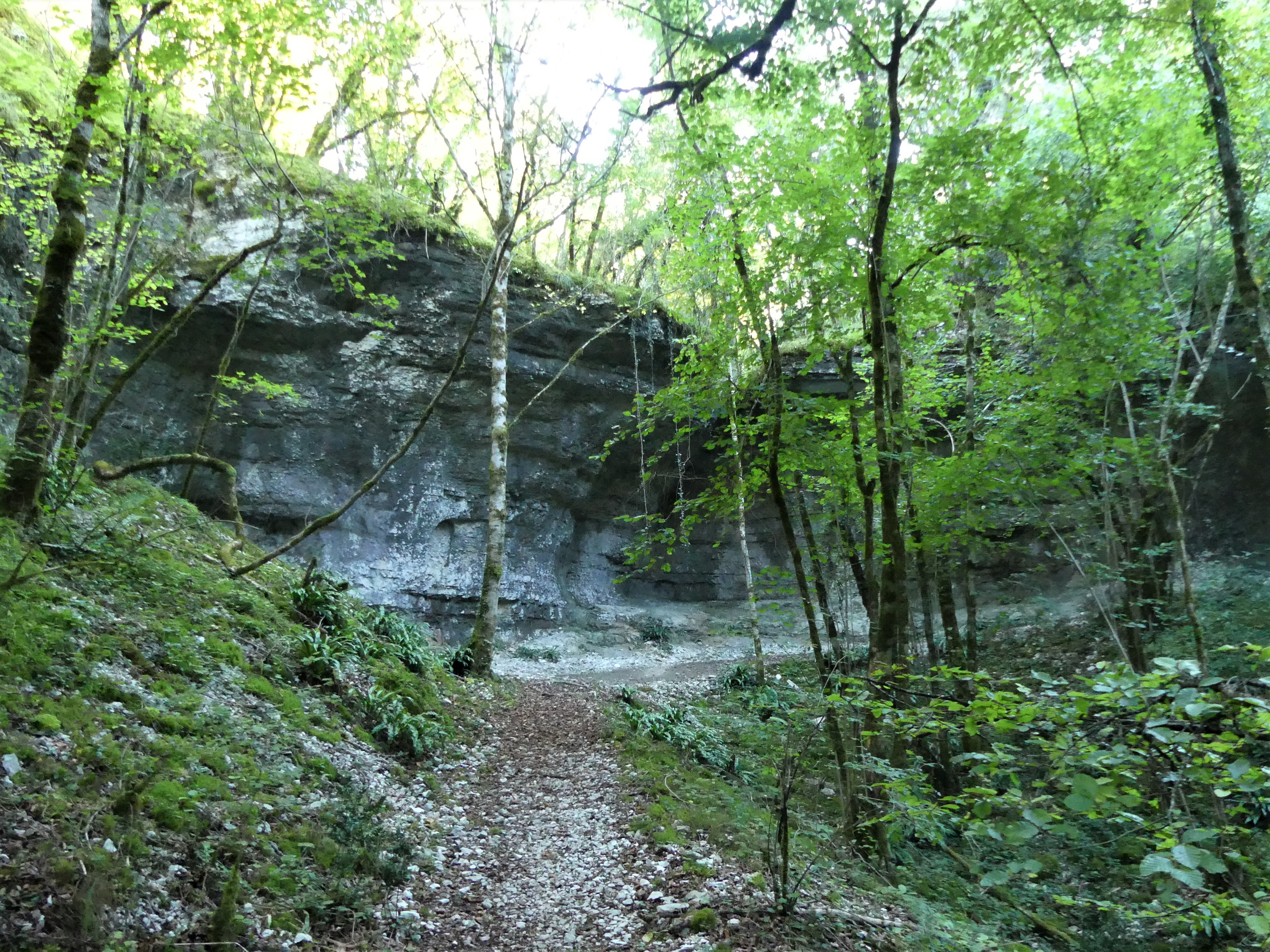
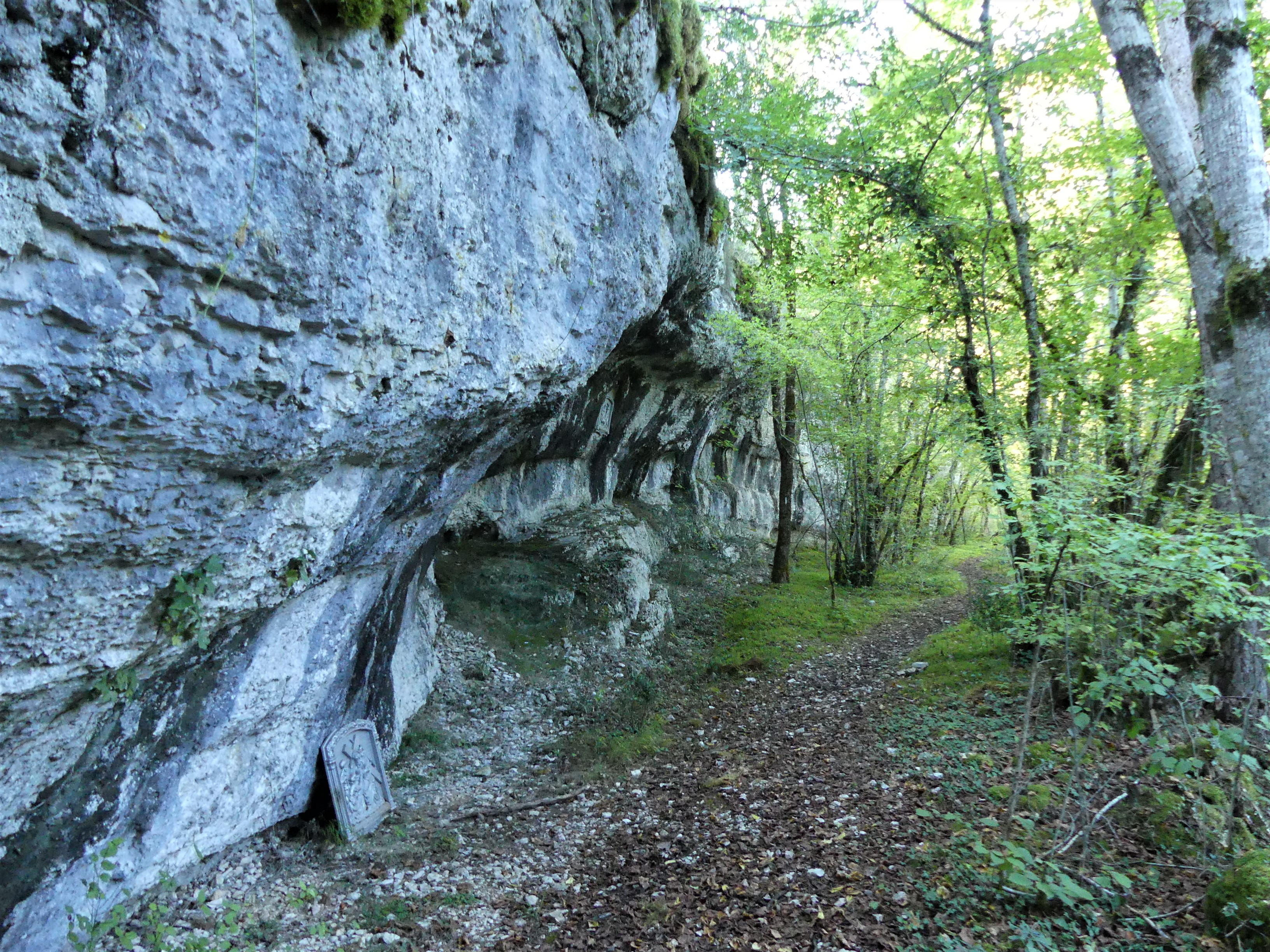
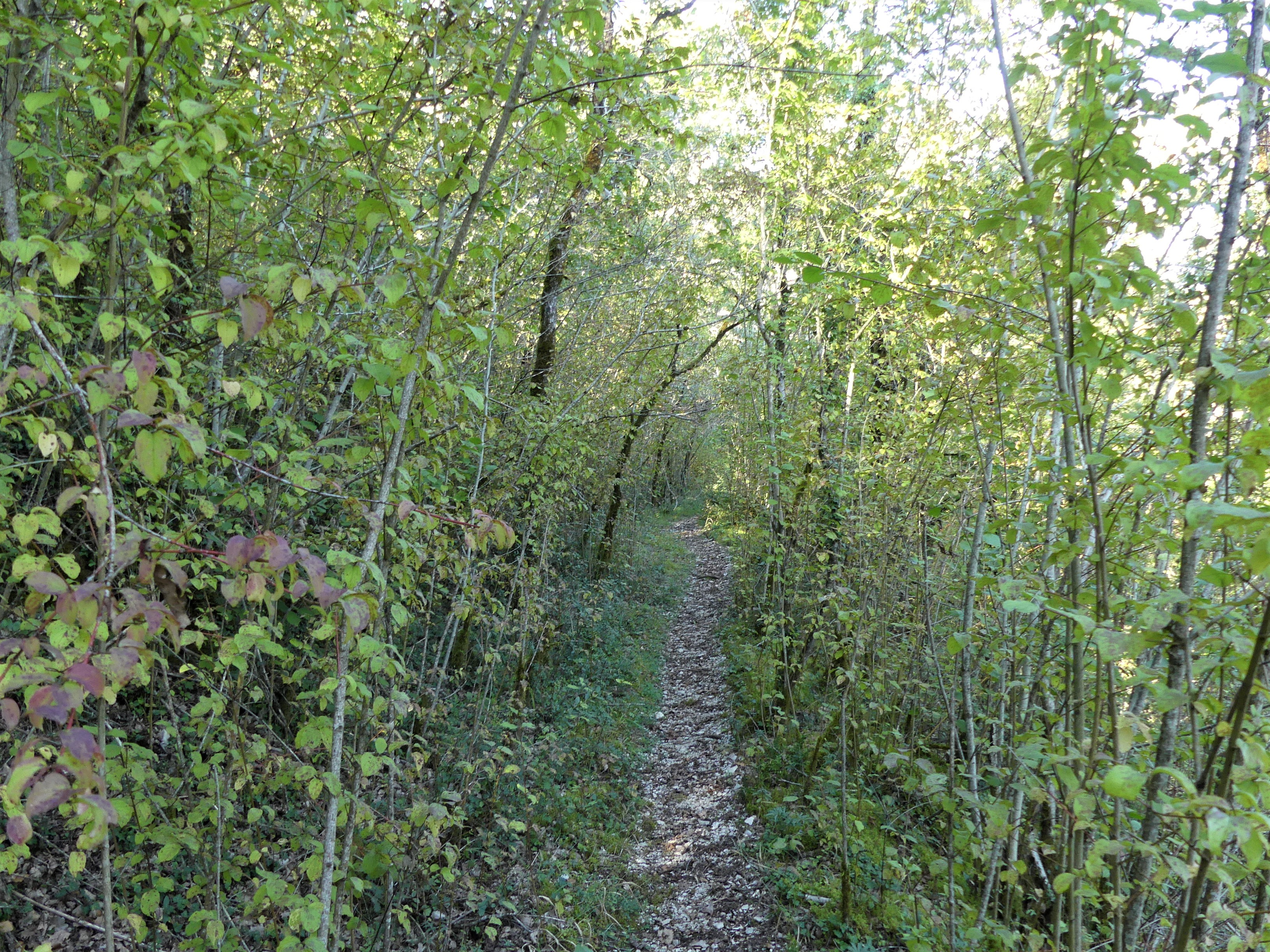
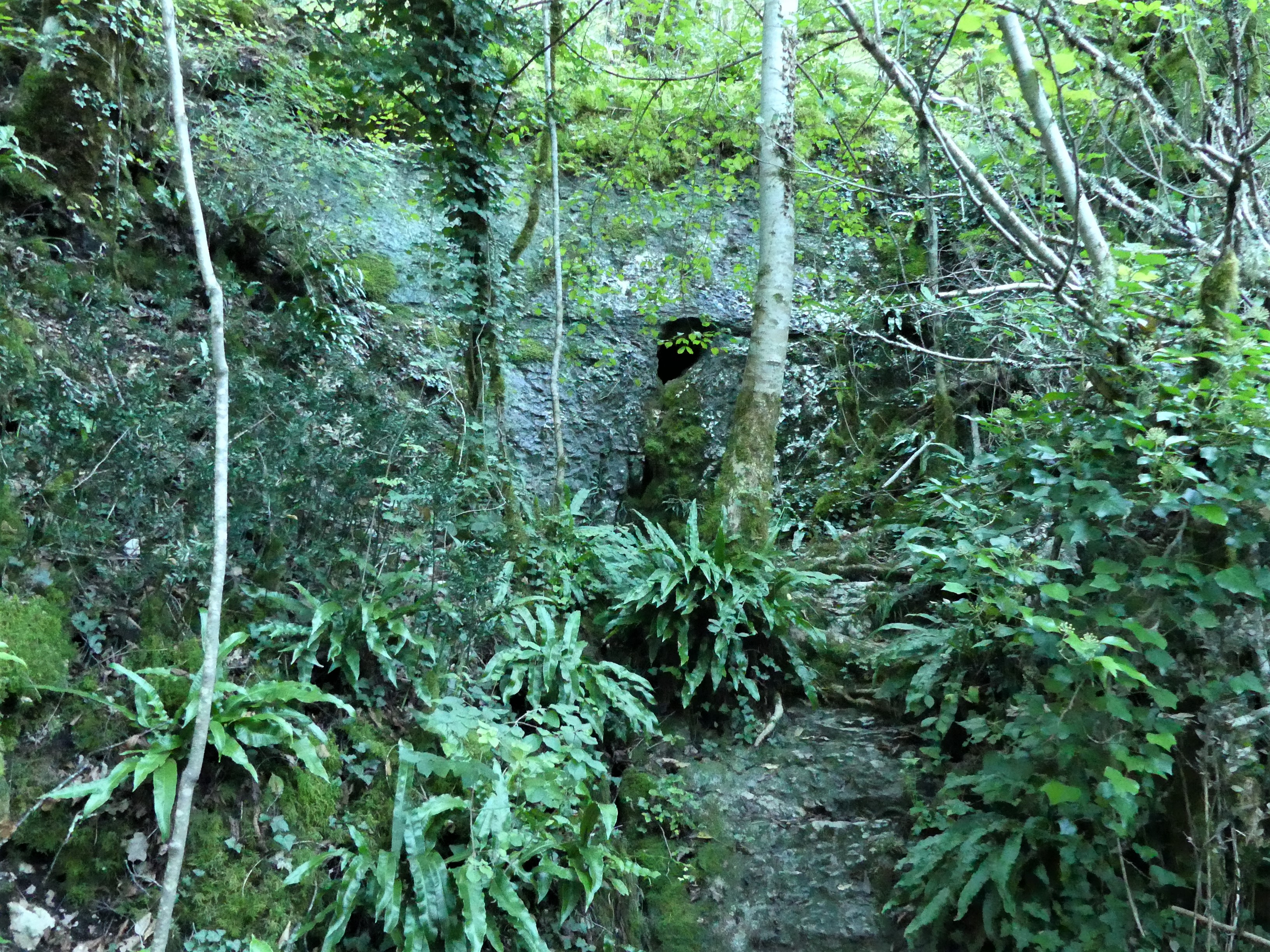
Source et fougères scolopendres en bordure du chemin.

## Faune
Trois espèce déterminante de chauves-souris ont été recensées sur le site en 2003 et 2006 : le Murin à moustaches (Myotis mystacinus), le Murin de Natterer (Myotis nattereri) et le Petit rhinolophe (Rhinolophus hipposideros).
Ces trois espèces sont protégées au titre de la directive habitats de l'Union européenne sur l'ensemble du territoire français.
De plus, le Criquet des garrigues (Omocestus raymondi) a été signalé dans certaines rocailles ensoleillées.

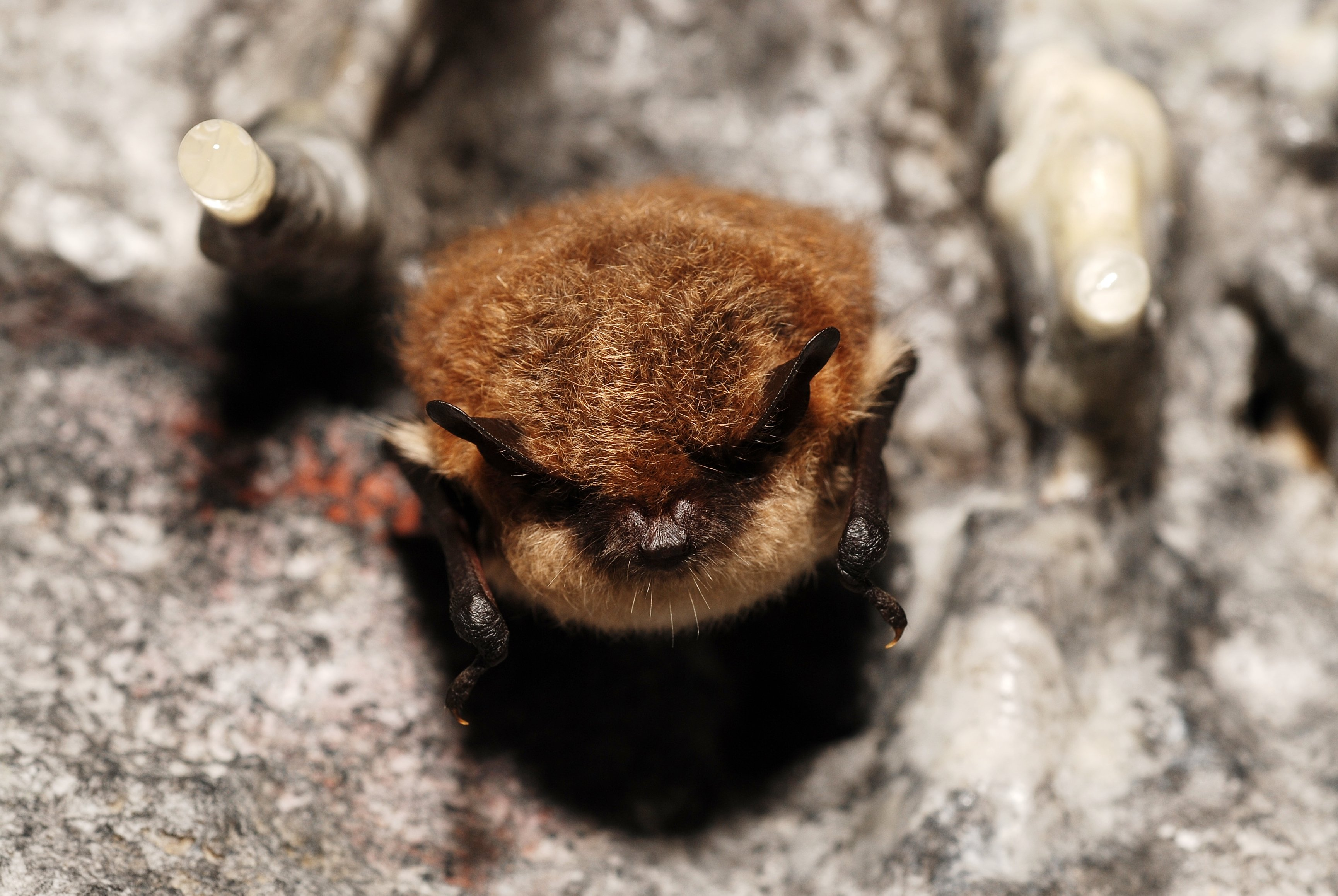
Murin à moustaches.
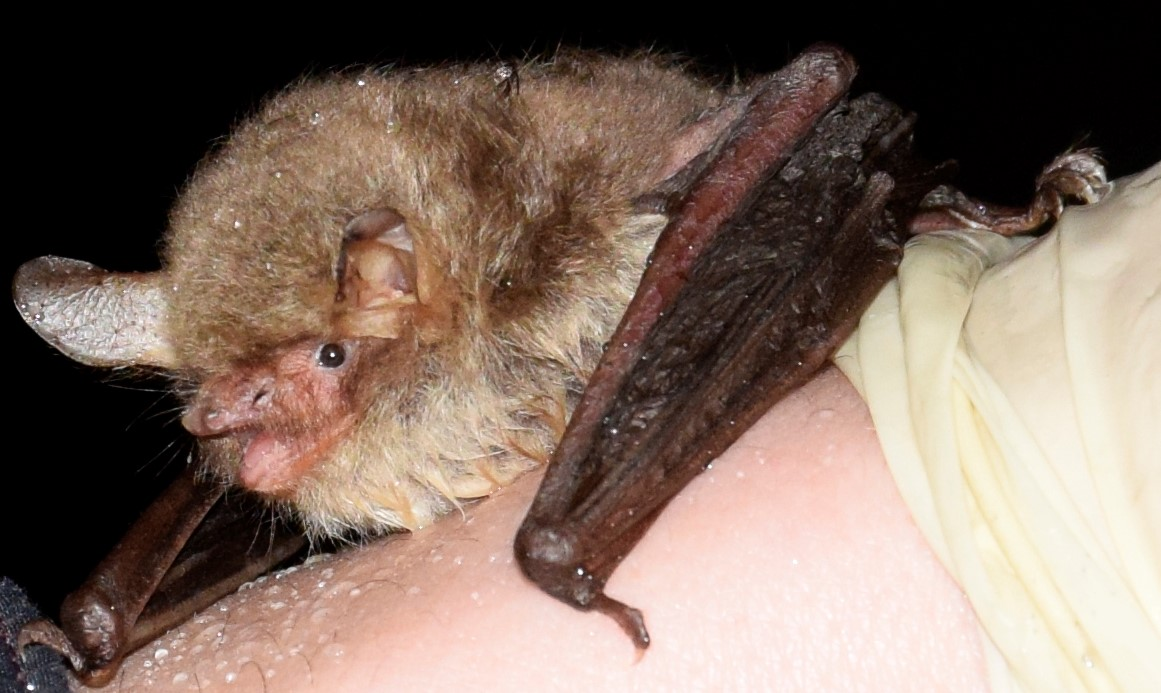
Murin de Natterer.
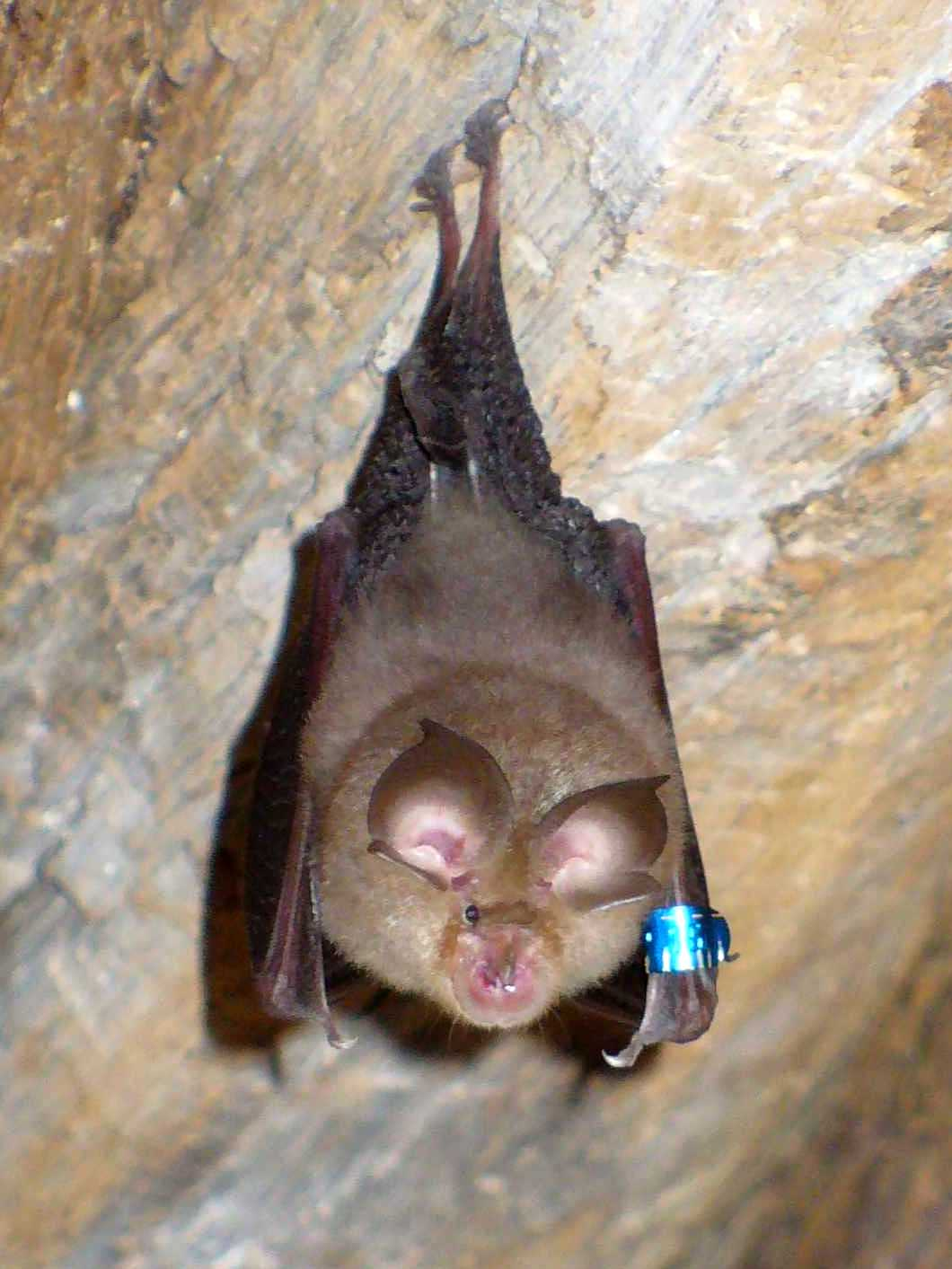
Petir rhinolophe.
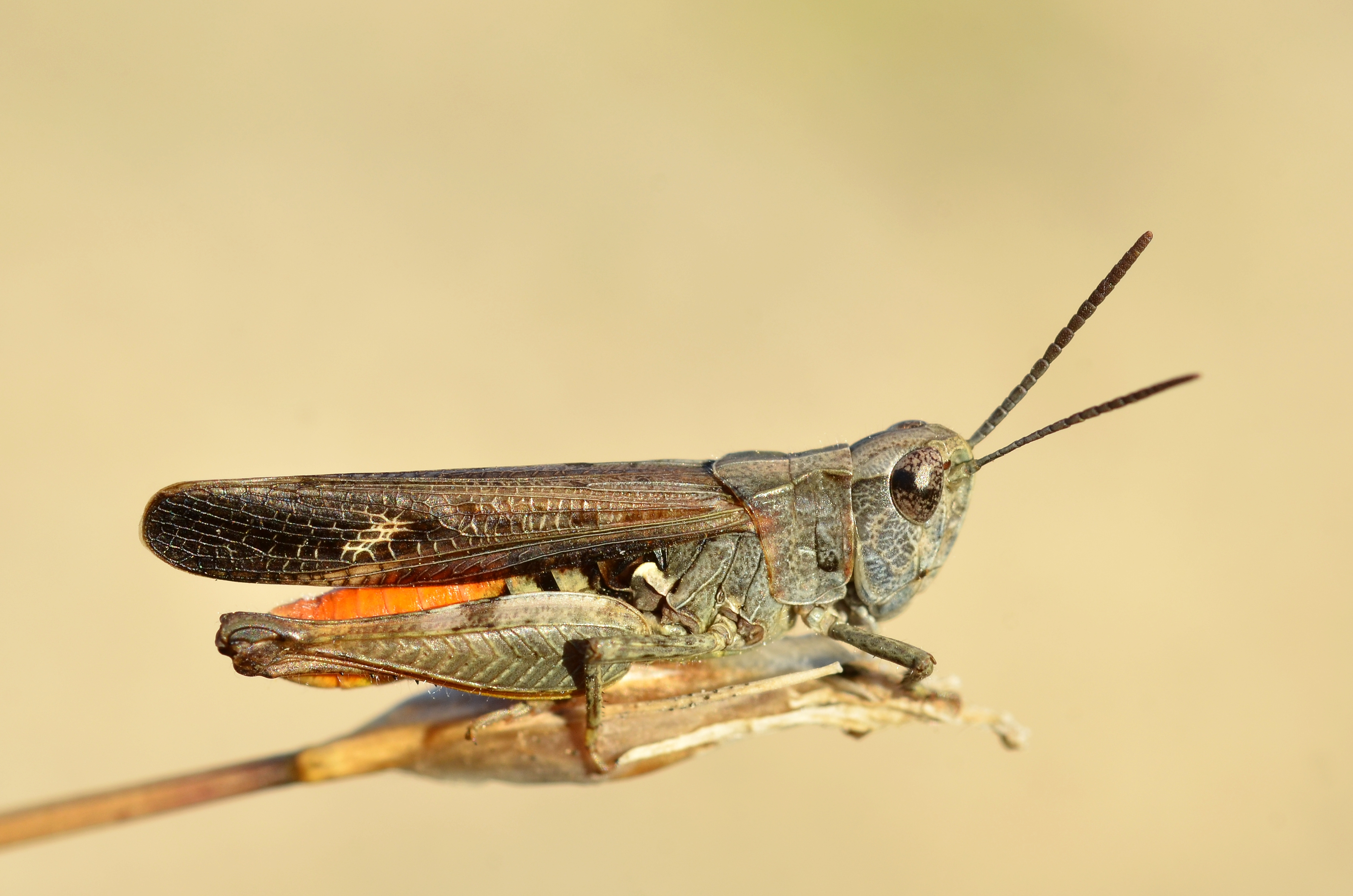
Mâle de Criquet des garrigues.

## Flore
Quatre espèces déterminantes de phanérogames ont été recensées sur la ZNIEFF en 2009 : la Crapaudine de Guillon (Sideritis peyrei subsp. guillonii), le Muguet de mai (Convallaria majalis), la Renoncule graminée (Ranunculus gramineus) et le Silène enflé (Silene vulgaris).
Par ailleurs, une autre espèce — non déterminante —, la Bugrane striée (Ononis striata) y a été identifiée.

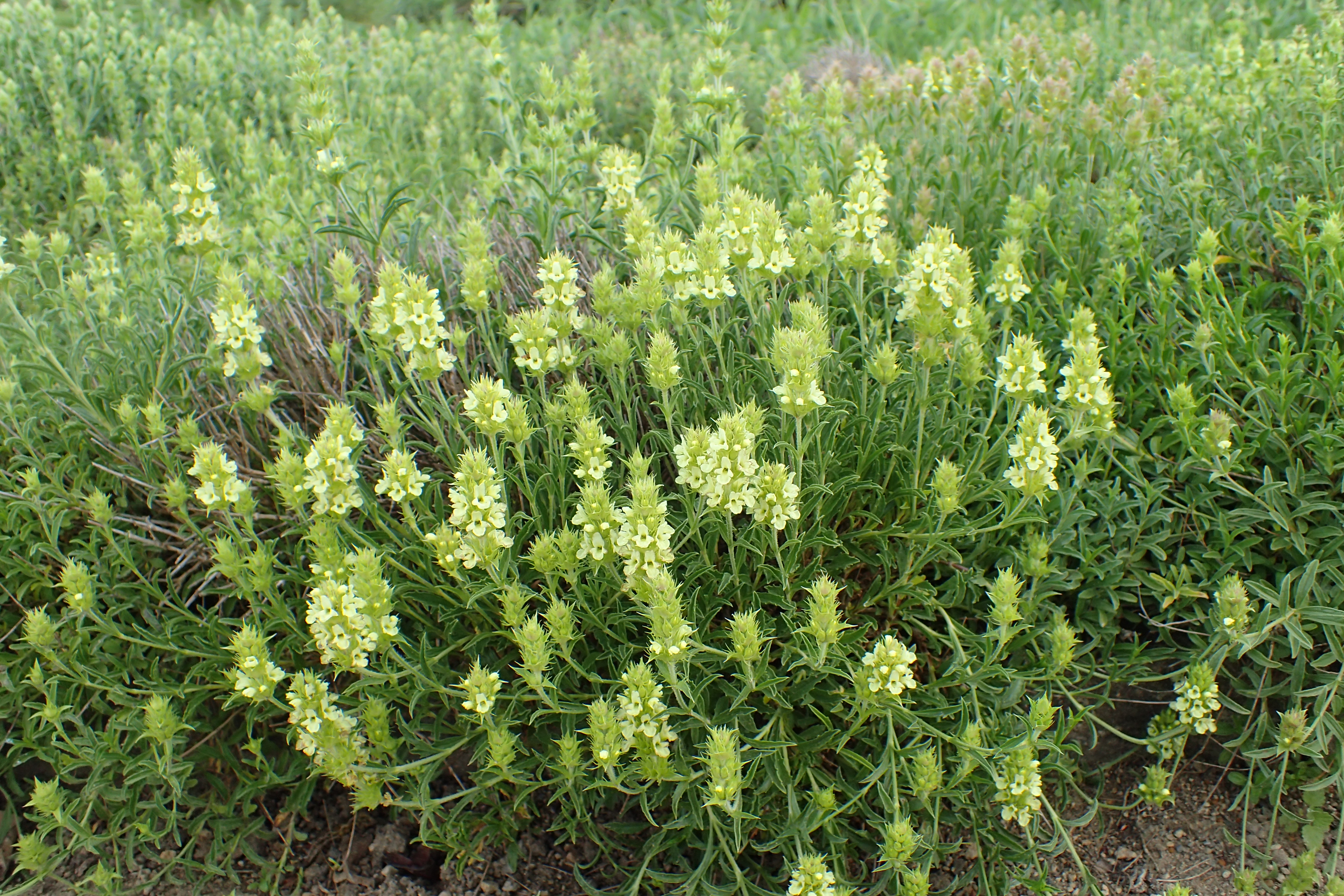
Crapaudine de Guillon.
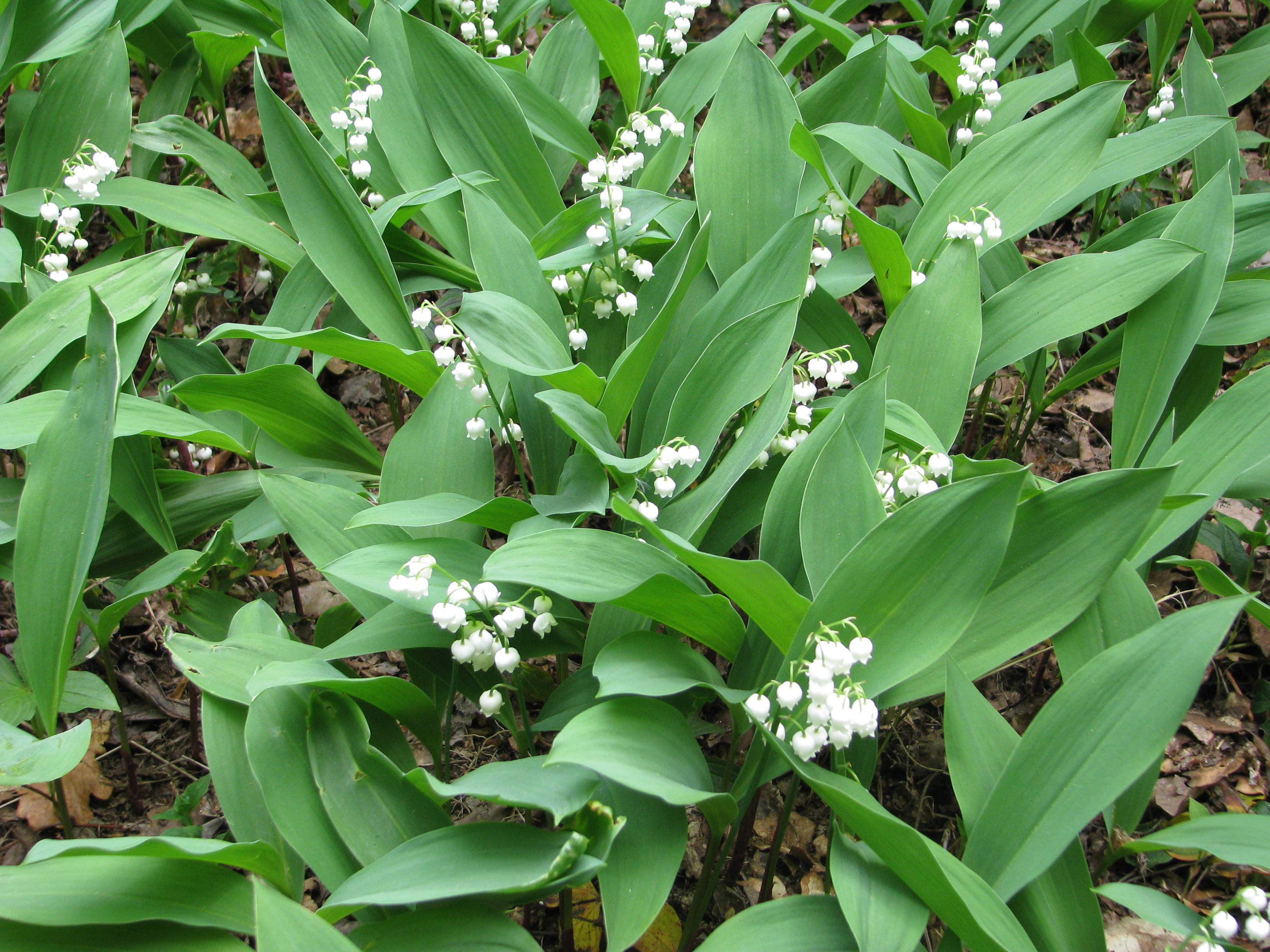
Muguets de mai.
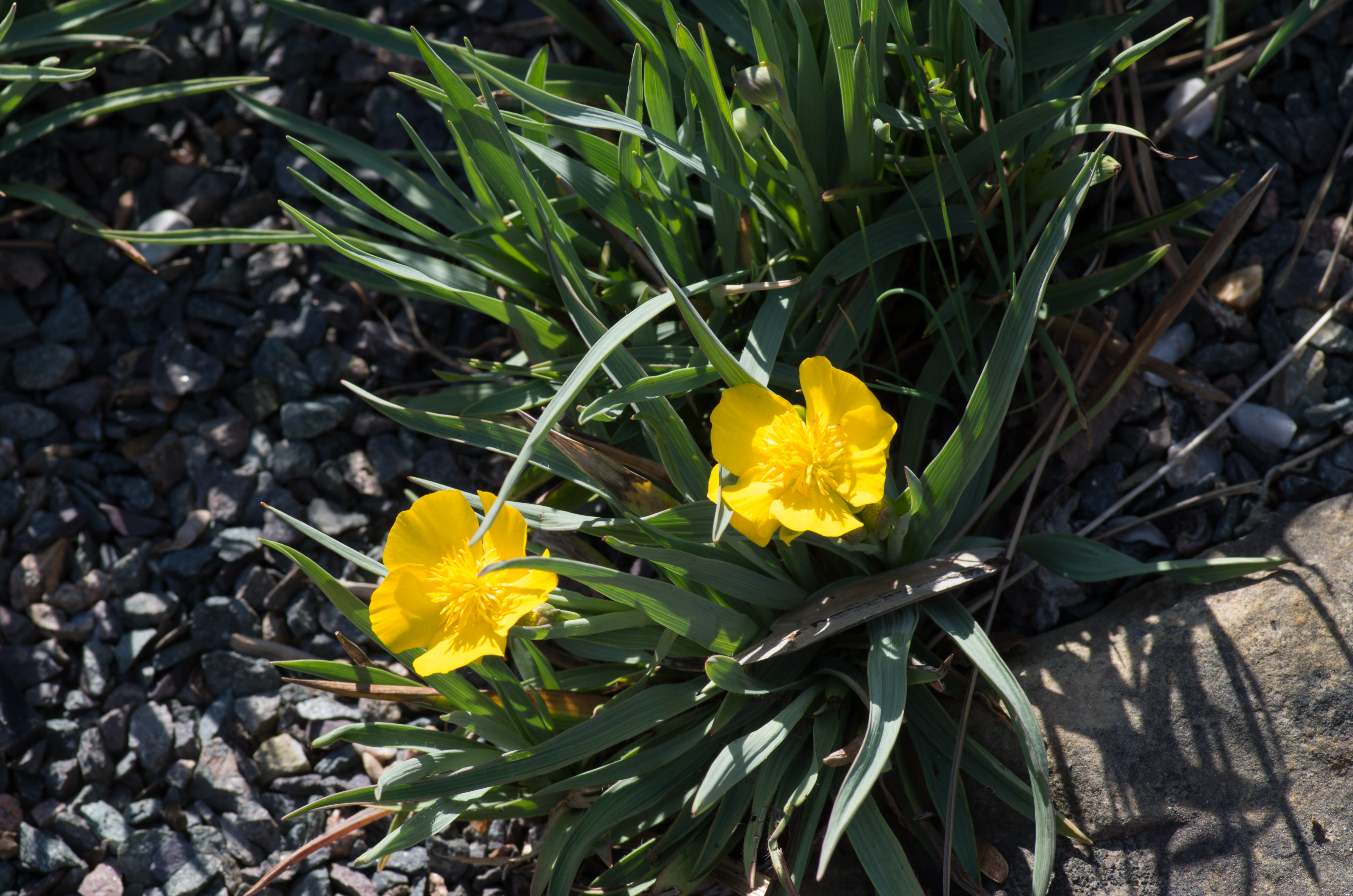
Renoncule graminée.
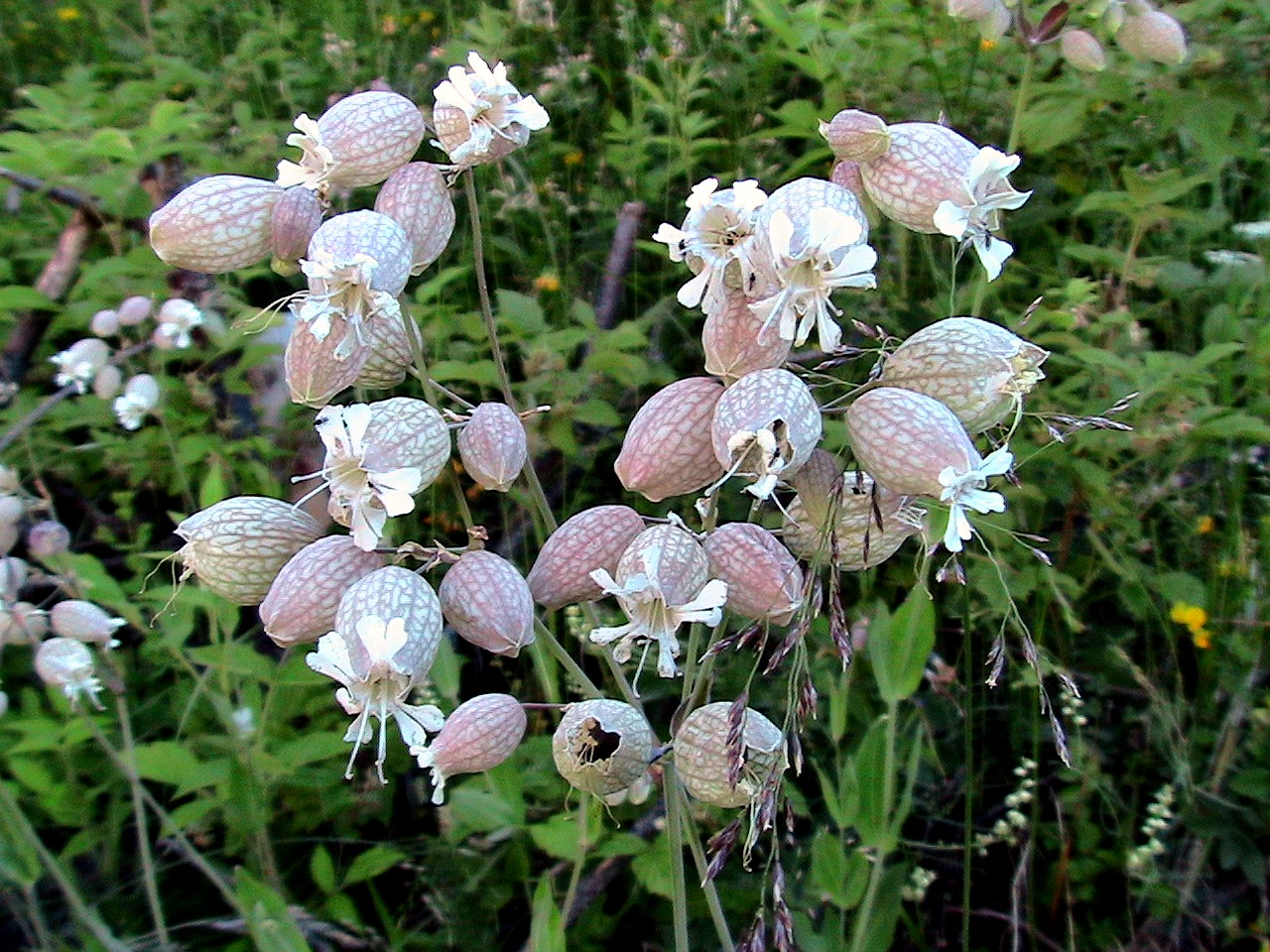
Silènes enflés.
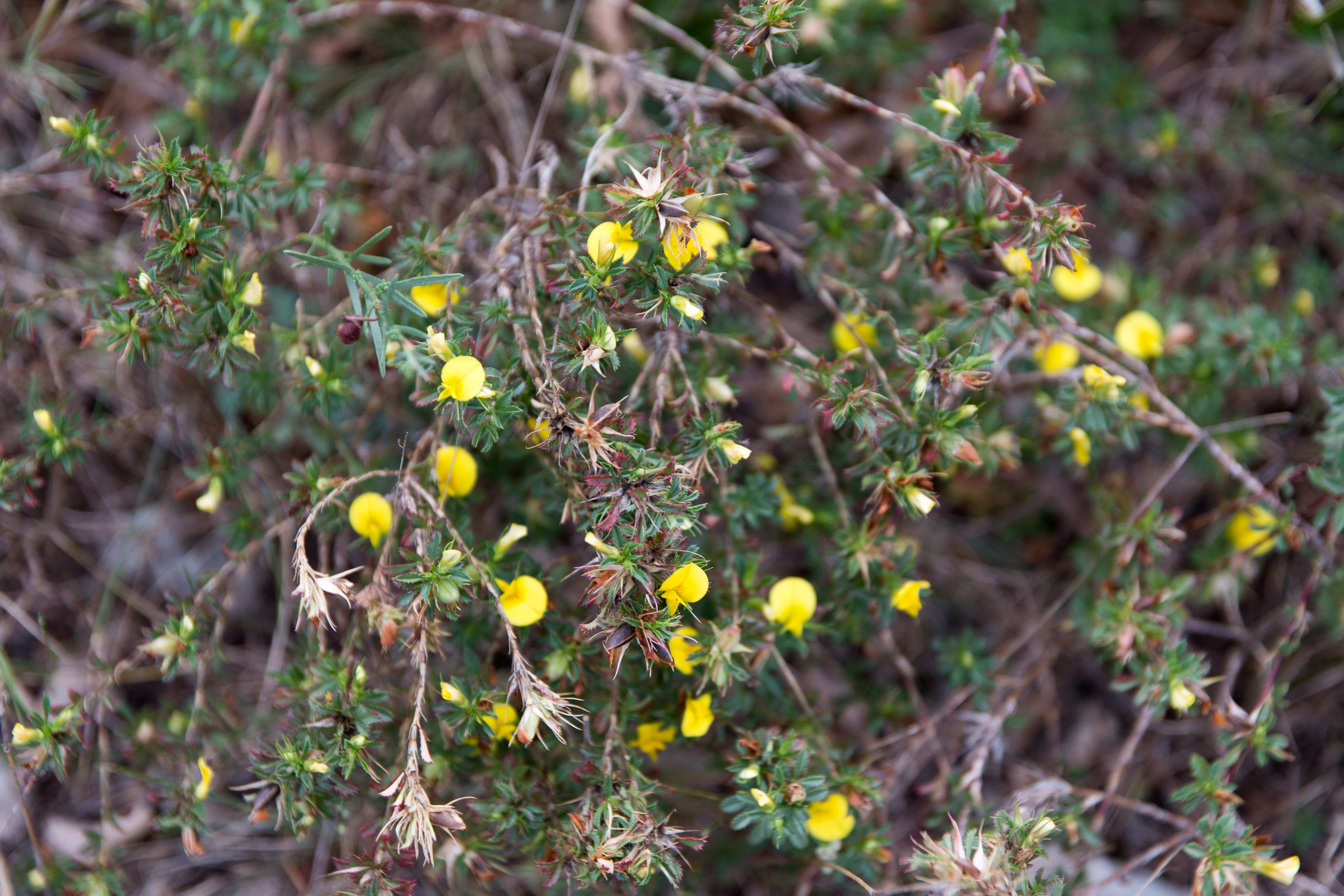
Bugrane striée.

## Espaces connexes
En Dordogne, sur la commune de Salignac-Eyvigues, la partie ouest du territoire de la ZNIEFF « Grottes de la Forge et environs » est partiellement inclus dans celui de la ZNIEFF de type II du Secteur forestier de Borrèze ; dans cette dernière, 86 espèces de phanérogames ont été recensées, dont deux sont considérées comme déterminantes, ainsi que trois espèces de ptéridophytes,.